# Aviceda
Az Aviceda a madarak osztályának vágómadár-alakúak (Accipitriformes) rendjébe és a vágómadárfélék (Accipitridae) családjába és a darázsölyvformák (Perninae) alcsaládjába tartozó nem.

## Rendszerezés
A nembe az alábbi 5 faj tartozik:
- háromszínű kakukkhéja (Aviceda leuphotes)
- afrikai kakukkhéja (Aviceda cuculoides)
- madagaszkári kakukkhéja (Aviceda madagascariensis)
- Jerdon-kakukkhéja (Aviceda jerdoni)
- búbos baza vagy pápua kakukkhéja (Aviceda subcristata)